# Orthosia hepatica
Orthosia hepatica là một loài bướm đêm trong họ Noctuidae.